# برین کلوز
برین کلوز (به انگلیسی: Brian Close)
(زادهٔ: ۲۴ فوریهٔ ۱۹۳۱ - درگذشته: ۱۳ سپتامبر ۲۰۱۵) بازیکن کریکت، و بازیکن فوتبال اهل بریتانیا بود.
از باشگاه‌هایی که در آن بازی کرده‌است می‌توان به باشگاه فوتبال برادفورد سیتی، باشگاه فوتبال آرسنال و باشگاه فوتبال لیدز یونایتد اشاره کرد.